# Liste der Kulturdenkmale in Belmsdorf
In der Liste der Kulturdenkmale in Belmsdorf sind die Kulturdenkmale des Ortsteils Belmsdorf der sächsischen Stadt Bischofswerda verzeichnet, die bis September 2024 vom Landesamt für Denkmalpflege Sachsen erfasst wurden (ohne archäologische Kulturdenkmale). Die Anmerkungen sind zu beachten.

## Liste der Kulturdenkmale in Belmsdorf
| Bild                                    | Bezeichnung | Lage                                      | Datierung | Beschreibung | ID       |
| --------------------------------------- | --- | ----------------------------------------- | --- | --- | -------- |
|                                         | Wohnhaus (Nr. 8b), westliches Seitengebäude (Nr. 8, 8a), südlicher Pferdestall mit Wagenhalle und östliche Scheune mit Anbau eines Freigutes (Erblehngerichtshof; Freigut; Päßlers Gut) | Alte Belmsdorfer Straße 8, 8a, 8b (Karte) | Bezeichnet mit 1742 (Wohnhaus); 1. Hälfte 19. Jahrhundert (westliches Seitengebäude); vor 1870 (südlicher Pferdestall); größtenteils 18. Jahrhundert (Scheune) | Vierseithof des Schlossapothekers Carl Eduard Päßler. Wohnhaus bezeichnet im Schlussstein des Kellereingangs, Putzbau mit vorgelagertem Treppentürmchen, Krüppelwalmdach mit Fledermausgaupen, Seitengebäude, Stallgebäude und Scheunen Putzbauten, teils mit Sandsteingewänden, Scheunenanbau Fachwerk, bau- und wirtschaftsgeschichtlich von Bedeutung | 09288512 |
| Direkt Bild zu diesem Denkmal hochladen | Wegestein | Alte Belmsdorfer Straße 11 (bei) (Karte)  | 19. Jahrhundert | Verkehrsgeschichtlich von Bedeutung | 09305601 |
|                                         | Postratshaus | Alte Belmsdorfer Straße 10 (Karte)        | 1. Hälfte 19. Jahrhundert | Obergeschoss Fachwerk verschiefert, baugeschichtlich von Bedeutung, nicht denkmalgerechter Vorbau, saniert | 09288515 |
|                                         | Wohnstallhaus mit integrierter Scheune | Alte Belmsdorfer Straße 18 (Karte)        | 18. Jahrhundert | Wohnstallhaus Obergeschoss Fachwerk verbrettert, Scheune verbretterte Holzkonstruktion, baugeschichtlich und wirtschaftsgeschichtlich von Bedeutung, im Giebel fachwerksichtig, Scheunenanbau verbrettert, denkmalgerecht saniert | 09288481 |
|                                         | Wohnstallhaus | Alte Belmsdorfer Straße 24 (Karte)        | 1. Hälfte 19. Jahrhundert | Wohnstallhaus Obergeschoss Fachwerk verbrettert, baugeschichtlich von Bedeutung, neuerer Anbau, saniert | 09288480 |
|                                         | Wohnstallhaus und Scheune im Winkel | Alte Belmsdorfer Straße 27 (Karte)        | 1. Hälfte 19. Jahrhundert | Wohnstallhaus Obergeschoss Fachwerk verbrettert, Scheune verbretterte Holzkonstruktion, baugeschichtlich und wirtschaftsgeschichtlich von Bedeutung | 09288478 |
|                                         | Wohnhaus, nördliche Stallscheune und winklige Scheunen eines Vierseithofes | Am Belmsdorfer Berg 10 (Karte)            | 1. Hälfte 19. Jahrhundert | Wohnhaus Putzbau mit Drempel, Stallscheune verbretterte Holzkonstruktion, Scheunen im Winkel teils massiv, teils Holzkonstruktion, baugeschichtlich und wirtschaftsgeschichtlich von Bedeutung, alles Schieferdeckung | 09288513 |
| Direkt Bild zu diesem Denkmal hochladen | Wohnstallhaus und Scheune eines Dreiseithofes | Am Belmsdorfer Berg 12 (Karte)            | 1. Hälfte 19. Jahrhundert | Wohnstallhaus Obergeschoss Fachwerk verbrettert, baugeschichtlich und wirtschaftsgeschichtlich von Bedeutung, Scheune verbrettert, saniert | 09288484 |
| Direkt Bild zu diesem Denkmal hochladen | Wegestein | Zum Horkaer Teich (Karte)                 | 19. Jahrhundert | Verkehrsgeschichtlich von Bedeutung | 09305600 |

## Streichungen von der Denkmalliste
| Bild                                    | Bezeichnung                                   | Lage                                | Datierung                 | Beschreibung | ID       |
| --------------------------------------- | --------------------------------------------- | ----------------------------------- | ------------------------- | --- | -------- |
|                                         | Wohnstallhaus und Scheune eines Zweiseithofes | Alte Belmsdorfer Straße 11 (Karte)  | 1. Hälfte 19. Jahrhundert | Wohnstallhaus Obergeschoss Fachwerk verbrettert, Scheune verbretterte Holzkonstruktion, baugeschichtlich und wirtschaftsgeschichtlich von Bedeutung, Wohnstallhaus im Giebel verschiefert. Zwischen 2017 und 2024 aus der Denkmalliste gestrichen. | 09288475 |
|                                         | Bauernhof                                     | Alte Belmsdorfer Straße 20 (Karte)  |                           | |          |
|                                         | Wohnhaus                                      | Alte Belmsdorfer Straße 25 (Karte)  |                           | |          |
| Direkt Bild zu diesem Denkmal hochladen | Alte Schmiede                                 | Alte Belmsdorfer Straße 33b (Karte) |                           | Abgerissen |          |

## Tabellenlegende
- Bild: Bild des Kulturdenkmals, ggf. zusätzlich mit einem Link zu weiteren Fotos des Kulturdenkmals im Medienarchiv Wikimedia Commons. Wenn man auf das Kamerasymbol klickt, können Fotos zu Kulturdenkmalen aus dieser Liste hochgeladen werden:
- Bezeichnung: Denkmalgeschützte Objekte und ggf. Bauwerksname des Kulturdenkmals
- Lage: Straßenname und Hausnummer oder Flurstücknummer des Kulturdenkmals. Die Grundsortierung der Liste erfolgt nach dieser Adresse. Der Link (Karte) führt zu verschiedenen Kartendiensten mit der Position des Kulturdenkmals. Fehlt dieser Link, wurden die Koordinaten noch nicht eingetragen. Sind diese bekannt, können sie über ein Tool mit einer Kartenansicht einfach nachgetragen werden. In dieser Kartenansicht sind Kulturdenkmale ohne Koordinaten mit einem roten bzw. orangen Marker dargestellt und können durch Verschieben auf die richtige Position in der Karte mit Koordinaten versehen werden. Kulturdenkmale ohne Bild sind an einem blauen bzw. roten Marker erkennbar.
- Datierung: Baubeginn, Fertigstellung, Datum der Erstnennung oder grobe zeitliche Einordnung entsprechend des Eintrags in der sächsischen Denkmaldatenbank
- Beschreibung: Kurzcharakteristik des Kulturdenkmals entsprechend des Eintrags in der sächsischen Denkmaldatenbank, ggf. ergänzt durch die dort nur selten veröffentlichten Erfassungstexte oder zusätzliche Informationen
- ID: Vom Landesamt für Denkmalpflege Sachsen vergebene, das Kulturdenkmal eindeutig identifizierende Objekt-Nummer. Der Link führt zum PDF-Denkmaldokument des Landesamtes für Denkmalpflege Sachsen. Bei ehemaligen Kulturdenkmalen können die Objektnummern unbekannt sein und deshalb fehlen bzw. die Links von aus der Datenbank entfernten Objektnummern ins Leere führen. Ein ggf. vorhandenes Icon  führt zu den Angaben des Kulturdenkmals bei Wikidata.